# Falak-ol-Aflak
Le Falak-ol-Aflak, autrefois connu sous les appellations de Dežbār ou de Shāpūr-Khwāst (persan : شاپورخواست ; translittération : Dež-e Shāpūr-Khwāst), est un château situé à Khorramabad, capitale de la province du Lorestan, en Iran.